# Trtnik Glinski
Trtnik Glinski – wieś w Chorwacji, w żupanii sisacko-moslawińskiej, w mieście Glina. W 2011 roku liczyła 14 mieszkańców.